# Ernesto Pérez Balladares
Ernesto Pérez Balladares González-Revilla (Ciudad de Panamá; 29 de junio de 1946) es un político panameño. Fue el 33°.  presidente de la República de Panamá desde el 1°. de septiembre de 1994 hasta el 1 de septiembre de 1999.

## Biografía
Pérez Balladares nació en la Ciudad de Panamá, hijo de Ernesto Pérez Balladares y María Enriqueta González-Revilla Delgado.
Cursó estudios primarios y secundarios en la escuela San Vicente de Paúl en el distrito de David de la provincia de Chiriquí. Luego de concluir sus estudios de secundaria, en 1967 obtiene su licenciatura en administración de empresas con especialidad en finanzas en la Universidad de Notre Dame. En 1970, obtuvo una maestría en Administración de Empresas en la Universidad de Pensilvania.
Entre 1971-1975 ocupó el cargo de gerente de crédito corporativo en Citibank, N.A. para las regiones de Panamá y Centroamérica.

## Carrera política
En 1976, fue elegido por el General Omar Torrijos para ser Ministro de Hacienda y Tesoro. Luego en marzo de 1979, fue uno de los fundadores del Partido Revolucionario Democrático (PRD), del cual fue nombrado en 1982 como secretario general.
A principios de 1991, volvió al PRD luego de distanciarse del mismo por presiones del General Noriega[cita requerida] y nuevamente obtiene el cargo de secretario general del partido para así formar parte del Comité Ejecutivo Nacional del PRD.

## Presidencia (1994-1999)
El domingo 8 de mayo de 1994, representando al PRD ganó las elecciones con el 33.3%, quedando en segundo lugar Mireya Moscoso del Partido Panameñista que obtuvo el 29.4% de los votos, en tercer lugar quedó Rubén Blades del Partido Papa Egoró con 17.1%, seguido por Rubén Darío Carles del Partido MOLIRENA con 16.1%, Eduardo Vallarino por el Partido Demócrata Cristiano con 2.4%, Samuel Lewis Galindo por el Partido Solidaridad con 1.7% y José Salvador Muñoz del Partido Panameñista Doctrinario con 0.3%. Sucedió en el cargo a Guillermo Endara Galimany.
Su gobierno se caracterizó por las políticas de libre mercado que incluyen la modernización del país con la entrada de Panamá en la Organización Mundial de Comercio (OMC) en 1997.  Es importante el desarrollo de la infraestructura del país bajo su mandato con la ampliación de la carretera interamericana y la construcción de modernos corredores que bordean la capital panameña.
Desde los inicios de su administración Pérez Balladares planteó un gobierno de “concertación nacional” y sometió a consideración de la ciudadanía su plan de reformas políticas denominado: Políticas Públicas para el desarrollo Integral: Desarrollo Social con Eficiencia Económica”, basado en una economía competitiva y de mercado, orientada hacia afuera, para lograr una inserción racional dentro de la economía mundial y acorde con la globalización.
Promovió importantes reformas las cuales le ganaron la enemistad de algunos sectores y el aplauso de otros. Pesé a que muchos lo consideran como una persona de carácter fuerte. Le dio honorabilidad a la presidencia y su gobierno se caracterizó por tener un norte definido. 
A finales de su administración, el Gobierno Norteamericano le prohibió la entrada a los Estados Unidos por supuestos actos de corrupción en la trata de seres humanos, a pesar de la insistencia de Balladares, Estados Unidos nunca aporto pruebas que confirmen esta acusación.
Al igual que sus homólogos en Perú, Argentina, y Brasil, trató por la vía constitucional de buscar la reelección inmediata mediante un referendo popular en 1998 donde el pueblo panameño decidió, como ha sido su tradición, limitar esta posibilidad con dos tercios de los votos en contra, sin perjuicio de que estando en el poder cuando se convocó la consulta, un tercio del electorado favoreció su propuesta.

## Logros de su gobierno
El Presidente Ernesto Pérez Balladares fue el protagonista principal de modernizar el país. Impulsó de forma activa el aceleramiento de la economía y el crecimiento de la misma.[cita requerida] Al corporativizar el INTEL, lo convirtió en una empresa mixta con capital privado, del gobierno y de los empleados cuando se vendió el 49% de los activos a Cable & Wireless de Inglaterra por un monto de 652 millones de dólares. Modernizó las comunicaciones trayendo a Panamá la telefonía Celular, el Internet y los servicios marítimos que convirtieron a Panamá en uno de los centros multimodales más importantes de América.[cita requerida]
Se estableció la entrada a nuevos operadores en el mercado para acabar con el monopolio estatal en las áreas como la electricidad y otras y se creó la CLICAC hoy ACODECO (Autoridad de Protección al Consumidor y Asuntos de la Competencia)
Creó el Fondo Fiduciario del Desarrollo, en donde se depositarían los fondos obtenidos de la venta del 49% de las empresas estatales y de la venta de las tierras de la región Interoceánica de la extinta Zona del Canal.
Se creó la Autoridad de la Áreas Revertidas de La Región Interoceánica (ARI), para administrar los fondos que generaban las ventas y licitaciones de tierras que fueron parte de la Zona del Canal, y también lograr recaudar fondos en las cuentas del Fondo Fiduciario del Desarrollo que ha servido a los gobiernos subsiguientes como un ahorro nacional para el desarrollo de sus obras.
En lo social creó el FIS Fondo de Inversión social luego cambiado a FES.  Al pasar los años su nombre ha evolucionado, y con ello también la utilización de los recursos.
Tuvo la visión de trasladar el aeropuerto de Paitilla y llevarlo al aeropuerto de Albrook, modernizando y otorgándoles el grado de aeropuerto Internacional.
Al desarrollar la red de carreteras con los Corredores Norte y Sur, la ampliación a cuatro vías de la carretera interamericana, la construcción de la autopista Panamá Colón, la construcción de caminos de acceso, la mejora a las vías existentes y poner a operar el ferrocarril, generó una bonanza sin precedentes en el crecimiento económico, logrando posicionar la economía del país convirtiéndola en la más fuerte de la región.
Corporatizó el IRHE el cual ha generado mayores ingresos para el país de lo que generaban en manos de los gobiernos de turno anteriores (La práctica de privatizar las empresas estatales eran directrices del Banco Mundial para poder otorgar préstamos a los países en crecimiento y desarrollo y en Panamá fueron iniciadas a través de un compromiso de estado adquirido por el gobierno de Guillermo Endara (Plan Ford), con la venta al 100% de Cemento Bayano a Cemex, la privatización de Cítricos de Chiriquí, El Matadero de Azuero, El Proyecto de Palma Aceitera de Barú, El Hotel Washington de Colón y el Hotel Taboga.)

## Presente
Hoy en día Ernesto Pérez Balladares se dedica a atender actividades comerciales particulares, pero a la misma vez sin haber perdido contacto con los asuntos relacionados con el Partido Revolucionario Democrático (PRD).
Desde 2015 a la fecha se le ha visto incursionando activamente en el proselitismo político, orientando sus esfuerzos hacia la conquista de la presidencia de la república por segundo periodo. Efectivamente, sus apariciones son siempre seguidas por un número plural de copartidiarios en todos los rincones del país.
Al igual a su esfuerzo hacia la conquista de la presidencia, Pérez Balladares aspira a ocupar la posición de Secretario General del CEN del PRD como un objetivo intermedio de manera que se fortalezca el partido y en la búsqueda de la unidad partidaria.
También se ha visto durante su tiempo dentro o fuera de la presidencia y o gobierno, Pérez Balladares ha mantenido su oficina particular abierta desde hace más de 20 años con el propósito de seguir vinculado a los temas nacionales. De hecho, se ha convertido en un referente para consultas y tomas de decisiones.
El Ministerio Público investigó al expresidente Pérez Balladares por su vinculación con la sociedad Shelf Holding Inc., Al proceso por blanqueo de capitales por el que fue investigado Pérez Balladares, se agregaron el 23 de diciembre tres tomos con copias de documentos procedentes de dos bancos sobre cuentas bancarias que estuvieron bajo investigación de las empresas Shelf Holding Inc, PTY Advertures y otra denominada Mr. Bull.  Finalmente en abril de 2011 en un juicio en derecho, el juez Diego Fernández sobreseyó definitivamente al expresidente Ernesto Pérez Balladares junto a los otros 14 imputados por este proceso. El juez sostuvo que la Fiscalía Especializada contra la Delincuencia Organizada violó la Constitución de Panamá, pactos internacionales y leyes relacionadas con el delito de blanqueo de capitales, al tomar declaración indagatoria a los 15 imputados con base en un criterio equivocado de los delitos por los cuales los estaba acusando. El fallo también señala que la Fiscalía no aportó ninguna prueba directa o indirecta que demostrara que los acusados incurrieron en los delitos de blanqueo de capitales o corrupción de servidores públicos.
También se dedica a la caza furtiva por lo que ha recibido el rechazo de la población. 

| Predecesor: Guillermo Endara | 46°. Presidente Constitucional de la República de Panamá 1 de septiembre de 1994 - 31 de agosto de 1999 | Sucesor: Mireya Moscoso |